# Srokacz czarnogardły
Srokacz czarnogardły (Cracticus nigrogularis) – gatunek średniego, czarno-białego ptaka z rodziny ostrolotów (Artamidae). Występuje tylko w Australii, ale nie całej. Nie jest zagrożony.

## Podgatunki i zasięg występowania
Wyróżnia się dwa podgatunki C. nigrogularis:
- C. n. nigrogularis (Gould, 1837) – podgatunek nominatywny; wschodnia Australia
- C. n. picatus Gould, 1848 – zachodnia Australia, Terytorium Północne do zachodniego Queenslandu

## Morfologia
Cechy gatunkuWystępuje bardzo wyraźny dymorfizm płciowy. Samiec ma czarną głowę, gardło, pierś oraz oczy. Dziób jest biały, na końcu ciemnoszary z zakrzywionym niemal pod kątem prostym końcem szczęki. Na karku szary. Cały spód ciała biały, łączy się biało z karkiem, także białym. Skrzydła są czarne, z białymi plamami: na dole (przy zgięciu), nieco wyżej (większa) i na lotkach (podłużna). Kuper, pokrywy podogonowe i sterówki białe, ostatnie z wierzchu czarne. Samica i młode zamiast czarnego mają brązowy, pierś jest jedynie „zaprószona”. Biały obszar pomiędzy głową a skrzydłami jest mniejszy. U obu płci nogi są szare.
Wymiary
- długość ciała: 32–35 cm
- masa ciała: 125 g

## Ekologia i zachowanie
BiotopLasy, obszary rolnicze, równiny z drzewami, czasem miasta i przydroża.
PożywienieOwady, małe gryzonie, jaszczurki i małe ptaki. Nabija je na ułamaną gałąź, potem rozrywa dziobem na kawałki.
LęgiGniazdo ma kształt czarki, niestarannie uwitej. Jest wysłane trawą, umieszczone w rozwidleniu wysokiego drzewa. Samica składa 3–5 jaj i sama inkubuje. Młode zostają z rodzicami do ok. 15. miesiąca życia. Pomagają w wychowaniu następnych piskląt.

## Status
Międzynarodowa Unia Ochrony Przyrody (IUCN) uznaje srokacza czarnogardłego za gatunek najmniejszej troski (LC – least concern) nieprzerwanie od 1988 roku. Liczebność populacji nie została oszacowana, ale ptak ten opisywany jest jako pospolity. Trend liczebności populacji nie jest znany.